# Пайковичі
Пайковичі (хорв. Pajkovići) — населений пункт у Хорватії, в Істрійській жупанії у складі громади Светвинченат.

## Населення
Населення за даними перепису 2011 року становило 76 осіб.
Динаміка чисельності населення поселення:

## Клімат
Середня річна температура становить 12,88 °C, середня максимальна – 27,11 °C, а середня мінімальна – -1,87 °C. Середня річна кількість опадів – 925 мм.
| Клімат поселення                              | Клімат поселення | Клімат поселення | Клімат поселення | Клімат поселення | Клімат поселення | Клімат поселення | Клімат поселення | Клімат поселення | Клімат поселення | Клімат поселення | Клімат поселення | Клімат поселення | Клімат поселення |
| Показник                                      | Січ.             | Лют.             | Бер.             | Квіт.            | Трав.            | Черв.            | Лип.             | Серп.            | Вер.             | Жовт.            | Лист.            | Груд.            |                  |
| Середній максимум, °C                         | 9,78             | 10,59            | 13,38            | 17,04            | 22,18            | 26,46            | 27,11            | 26,87            | 22,00            | 17,30            | 12,20            | 9,19             |                  |
| Середня температура, °C                       | 3,95             | 4,78             | 7,55             | 11,20            | 16,37            | 20,62            | 22,99            | 22,76            | 17,89            | 13,18            | 8,09             | 5,07             |                  |
| Середній мінімум, °C                          | −1,87            | −1,05            | 1,74             | 5,39             | 10,54            | 14,81            | 18,88            | 18,65            | 13,78            | 9,08             | 3,98             | 0,97             |                  |
| Норма опадів, мм                              | 70               | 58               | 66               | 75               | 65               | 75               | 54               | 80               | 83               | 103              | 112              | 84               |                  |
| Середньомісячна швидкість вітру, м/с          | 2.24             | 2.52             | 2.68             | 2.63             | 2.38             | 2.30             | 2.22             | 2.20             | 2.22             | 2.42             | 2.53             | 2.44             |                  |
| Середньомісячна сонячна радіація, кДж/м²·день | 4548             | 7448             | 10794            | 15224            | 19470            | 21227            | 22070            | 19080            | 14215            | 9172             | 4980             | 3860             |                  |
| --------------------------------------------- | ---------------- | ---------------- | ---------------- | ---------------- | ---------------- | ---------------- | ---------------- | ---------------- | ---------------- | ---------------- | ---------------- | ---------------- | ---------------- |
| Джерело:                                      |                  |                  |                  |                  |                  |                  |                  |                  |                  |                  |                  |                  |                  |